# Las tres vidas de Thomasina
Las tres vidas de Thomasina (en el original en inglés, The Three Lives of Thomasina) es una película de fantasía de 1963 dirigida por Don Chaffey, sobre la influencia de una gata en una familia. Patrick McGoohan y Susan Hampshire la protagonizan junto a los niños actores Karen Dotrice y Matthew Garber. Basada en la novela de Paul Gallico de 1957 Thomasina, la gata que pensó que era Dios, la película se rodó en Inveraray, Argyll, Escocia, y Pinewood Studios, Inglaterra, con guion del mismo Gallico y Robert Westerby.

## Trama
En Inveranoch, Escocia, en el año 1912, el veterinario Andrew MacDhui vive con su hija Mary, de siete años, y su gata Thomasina, quien narra la película en off. MacDhui es un viudo cuya muerte de su esposa destruyó su fe en Dios y su empatía por los demás. Cuando Thomasina contrae tétanos después de que una pelea cerca del mercado de pescado sale mal, MacDhui ordena a su asistente Willie Bannock que la eutanasie con cloroformo. Willie le recuerda a MacDhui que le prometió a Mary que recuperaría la salud de Thomasina, pero está tan preocupado con la cirugía del perro guía de otro paciente que ignora la súplica. Traumatizada por la muerte de Thomasina, Mary se aleja emocionalmente de MacDhui y declara muerto a su padre, negándose a hablarle o mirarlo.
El alma de Thomasina viaja al Cielo de los gatos y conoce a la diosa gata egipcia Bastet. Como a Thomasina todavía le quedan ocho vidas, Bastet la devuelve a su cuerpo.
Mary y sus amigos llevan el supuesto cuerpo de Thomasina, en realidad en coma, fuera del pueblo para un improvisado solemne funeral, pero cuando se disponen a enterrar la caja huyen cuando se asustan con la aparición de "Mad Lori" MacGregor, una joven que vive sola en la cañada y se sintió atraída por el canto y la gaita de los niños. Los niños locales creen que es una bruja por su aparente poder para calmar y curar animales. Lori lleva a Thomasina de regreso a su improvisado hospital de animales, pero aunque la gata se recupera, no recuerda su primera vida con Mary. Así comienza su segunda vida.
La gente del pueblo, desanimada por la falta de compasión de MacDhui, comienza a llevarle sus mascotas enfermas a Lori. MacDhui visita a Lori con la intención de confrontarla por robarle el negocio, pero ambos se dan cuenta de que cada uno tiene la mitad de lo que se necesita para tratar a los animales enfermos: él tiene la ciencia y el conocimiento quirúrgico; ella tiene el amor y la compasión.
La memoria de Thomasina está regresando lentamente. Se da cuenta de que se pierde algo muy importante, pero no sabe qué. Recuerda el camino de vuelta a casa, pero no reconoce a Mary, quien al verla la persigue bajo una tormenta. Thomasina regresa a la seguridad de la cabaña de Lori en el bosque, pero Mary contrae neumonía después de que MacDhui la encuentra tirada en la calle bajo la lluvia.
Una tribu de gitanos instala su campamento en la ciudad y abre su circo ambulante. Cuando MacDhui y Lori descubren que los gitanos han estado abusando de sus animales (por ejemplo, un oso negro asiático que baila), visitan el circo. Su intento de discusión conduce a una pelea y, finalmente, a un incendio. La policía arresta a los propietarios por crueldad animal.
MacDhui ora por primera vez en cuatro años para que Dios de alguna manera cure a su hija. En la cañada, un rayo cae sobre un árbol junto a Thomasina y su memoria se recupera de repente. Thomasina regresa a la casa de MacDhui y él la coloca en los brazos de Mary, restaurando así la voluntad de vivir de la niña enferma, así como su amor por su padre. El amor de Lori ha cambiado a MacDhui y pronto se casan, formando el equipo veterinario perfecto. Thomasina comienza su tercera vida con ellos.

## Reparto
- Patrick McGoohan – Andrew MacDhui
- Susan Hampshire – Lori MacGregor
- Karen Dotrice – Mary MacDhui
- Laurence Naismith - Reverendo Angus Peddie
- Jean Anderson - Sra. MacKenzie
- Wilfrid Brambell – Willie Bannock
- Finlay Currie - Abuelo Stirling
- Ruth Dunning - Madre Stirling
- Vicent Winter - Hughie Stirling
- Denis Gilmore - Jamie McNab
- Ewan Roberts - agente McQuarrie
- Oliver Johnston - Sr.Dobbie
- Francis De Wolff – Targu
- Charles Carson - Médico
- Nora Nicholson - Anciana
- Jack Stewart - Birnie
- Matthew Garber - Geordie McNab
- Thomasina – ella misma – la gata
- Elspeth March – la voz de Thomasina

## Recepción
En una reseña previa al estreno, Howard Thompson de The New York Times (2 de junio de 1964) encontró la película "bonita, pero... lejos de ser un Disney de primer nivel". Pensó que era una "pequeña película sentimental y extremadamente gentil... más adecuada para niñas pequeñas", pero elogió a los actores principales (incluida la gata) y los escenarios. Concluyó describiendo la película como "muy, muy acogedora". 
El crítico de cine Leonard Maltin (en su libro The Disney Films), por el contrario, se refiere muy positivamente a esta película; llamándola "delicada y encantadora", y muy merecedora de una audiencia más amplia si alguna vez se reedita. Una escena en particular que elogió mucho fue el viaje de Thomasina al Cielo de los gatos, calificándola de "una maravillosa pieza de magia cinematográfica". En otro artículo escrito por Maltin, incluye este título cinematográfico entre las joyas menos conocidas del cine de Disney, (junto con otras películas estimables como Darby O'Gill y el rey de los duendes (1959). Maltin también dijo que Dotrice "se ganó a todos" con su actuación en Thomasina, y que ella (y su compañero de reparto Matthew Garber) fueron contratados para interpretar a los niños Banks en la posterior película de Disney Mary Poppins.